# Jüterbog II

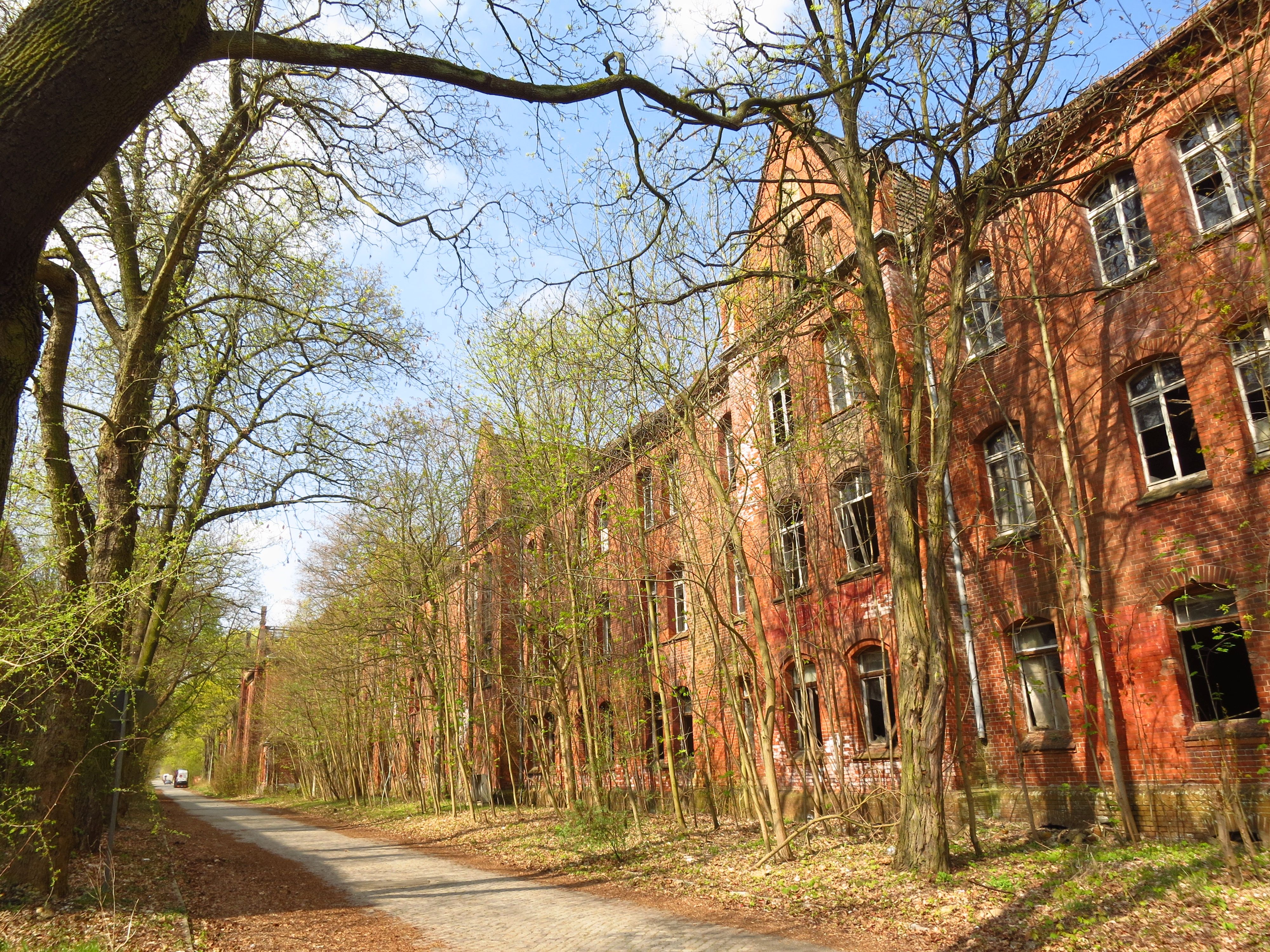
Kasernen in der Tauentzienstraße

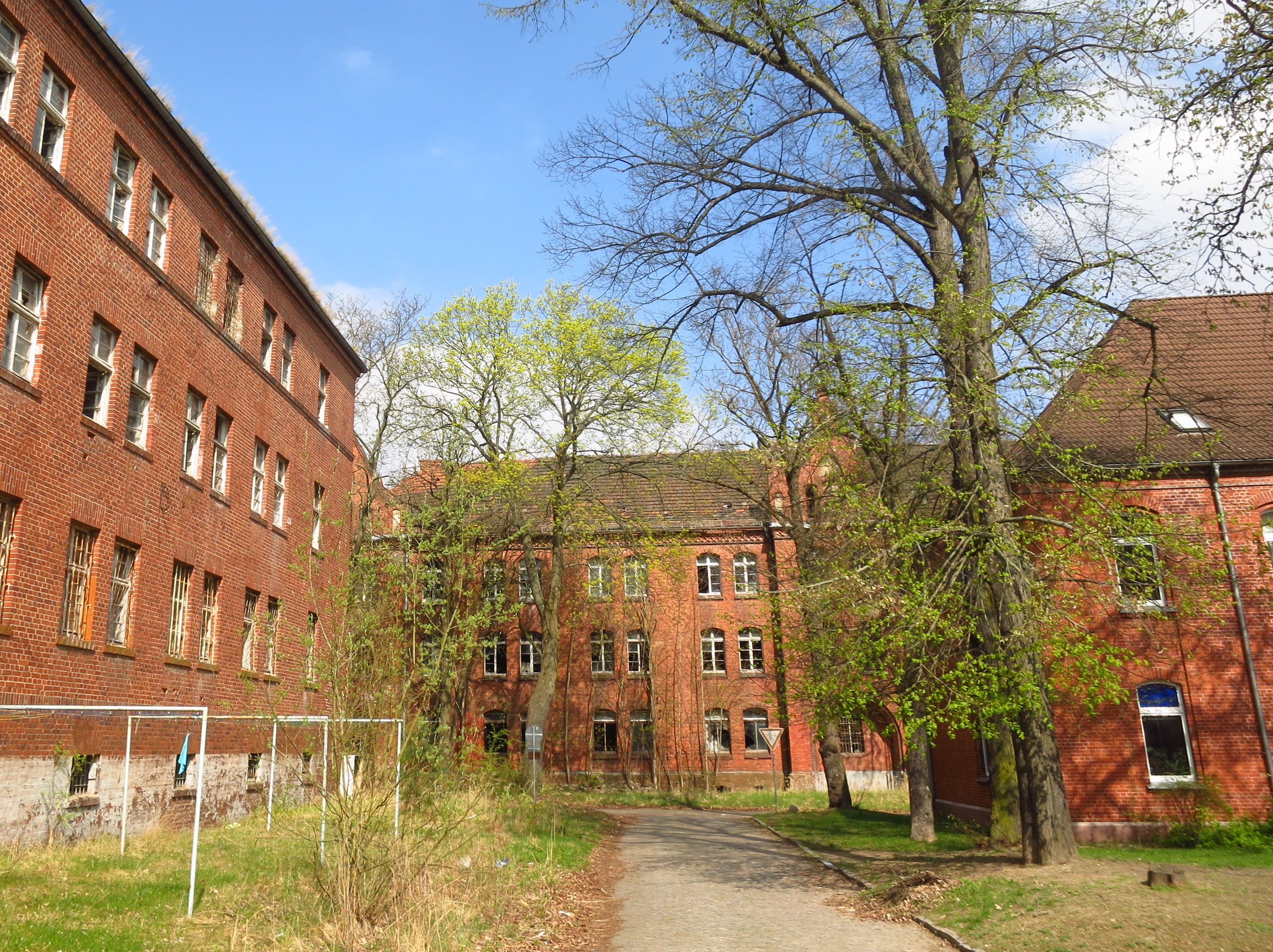
Kasernen in der Tauentzienstraße

Jüterbog II ist ein unter Denkmalschutz stehendes ehemals militärisches Gelände in Jüterbog im Landkreis Teltow-Fläming in Brandenburg. Von 1890 bis zum Zweiten Weltkrieg befand sich auf dem Gelände die Jüterboger Artillerieschule, die Artilleristen der preußischen Armee, Reichswehr und Wehrmacht ausbildete. Anschließend nutzte bis 1994 die Gruppe der Sowjetischen Streitkräfte in Deutschland das Gelände.

## Lage
Das Baudenkmal Jüterbog II befindet sich nordwestlich des Bahnhofs Jüterbog. Jüterbog II wurde 1890 gegründet und umfasste neben der Schießschule auch zivile Häuser, die neben der Kaserne benötigt werden. 1897 bekam das Viertel einen eigenen Bahnhof. Die Kasernenstadt war fast so groß wie die Altstadt von Jüterbog. Der Name Jüterbog II stammt von dem damalig zuständigen Postamt. Jüterbog II ist heute kein offizieller Ortsteil.

## Geschichte
1890 wurde die Artillerie-Schießschule aus Berlin nach Jüterbog verlegt und wurde im gleichen Jahr in Feld-Artillerie-Schießschule und Fuß-Artillerie-Schießschule aufgeteilt. Das Gelände in Tegel und Spandau reichte nicht mehr für eine Schulung aus. Für den Umzug der Schießschule wurde im Jahr 1889 der 1864 angelegte Schießplatz in Jüterbog erweitert. Von 1890 bis 1902 wurde die Kasernenanlage angelegt, bis zur Fertigstellung wurden die Menschen der Artillerieschule in Baracken untergebracht.
Ab 1892 wurden fast alle Artillerieoffiziere in Jüterbog ausgebildet, die Ausnahme waren die bayrischen Offiziere. Im Jahre 1900 war die Feldartillerieschule ein Regiment groß, die Fußartillerieschule war 1905 ein Bataillon stark. 1912 wurde ein zweites Bataillon der Fußartillerie gegründet, die Kasernen befanden sich auf dem Fuchsberg.
Die Jüterboger Artillerieschule wurde in der Weimarer Republik neu eingerichtet. Ab 1933 wurde die Artillerieschule und der Schießplatz weiter ausgebaut. Im Jahre 1942 wurde in Berlin eine neue Artillerieschule (Artillerieschule I) eingerichtet, die Artillerieschule in Jüterbog wurde fortan Artillerieschule II genannt. Als im August 1943 der Großraum Berlin verstärkt durch Flugzeuge angegriffen wurde, wurde die Schule nach Groß Born in Pommern verlegt.
Von 1945 bis 1994 wurde die Kasernenstadt von der Roten Armee genutzt. Nach dem Abzug der Roten Armee wurde die Kaserne teilweise zu Wohnungen umgebaut.
Im Jahr 2018 wurden 30 ha der Anlage von der German Property Group gekauft; allerdings fand keine Sanierung statt und der Investor meldete kurz darauf Insolvenz an.

## Die Anlage
Die Anlage wird teilweise als Wohnhaus genutzt, viele Gebäude sind aber nicht mehr vorhanden oder Ruinen. Das gilt insbesondere für die eingeschossigen Ställe nördlich der Straße Alte Garnison. Die Gebäude liegen an der Tauentzienstraße, Alte Garnison, Bülowstraße, Brückenstraße, Friedensstraße, Parkstraße und Schmidtstraße. Die meisten Straßen haben Baureihen aus unterschiedlichen Bäumen. Westlich des Mannschaftshauses (11) findet sich heute eine Solaranlage.

### Mannschaftsgebäude
Die Mannschaftsgebäude (Lage Mannschaftsgebäude (1), Lage Mannschaftsgebäude (2), Lage Mannschaftsgebäude (4), Lage Mannschaftsgebäude (8) und Mannschaftsgebäude (11)) an der Tauentzienstraße wurden von 1890 bis 1893 erbaut. Es sind dreigeschossige Bauten im Stil der Märkischen Backsteingotik. Außer dem Mannschaftsgebäude (2), dieses wurde 1902 auf die doppelte Größe verbreitert, befinden sich auf der Hofseite kurze Seitenflügel und ein Mittelrisalit. Die Straßenseite ist geprägt durch Risalite und Blendgiebel. Die Mannschaftsgebäude (2) und (4) haben Stufengiebel, die Aufsätze sind überdacht. Die anderen Gebäude wurden nicht so aufwendig strukturiert. In den 1930er Jahren wurden die Formen teilweise reduziert. Das Mannschaftsgebäude (11) wurde 1900 erbaut, hier befand sich die III. Lehrabteilung. Im Mittelflügel befand sich ein Turmaufsatz, hier befand sich ein Wasserbehälter. Das Mannschaftsgebäude (11) ist heute eine Ruine (Stand Oktober 2018).

### Verwaltungsgebäude
Das Verwaltungsgebäude (Lage Verwaltungsgebäude) der Artillerieschule befindet sich gegenüber dem Offizierskasino. Das Gebäude wurde 1893 fertiggestellt. Das Gebäude ist ebenfalls dreigeschossig, die Fassade ist wie die Mannschaftsgebäude mit Risaliten gegliedert.

### Pferdeställe
Die Pferdeställe ((Lage Pferdestall 5, (Lage Pferdestall (9) und (Lage Pferdestall (12)) befinden sich südlich der Bülowstraße und wurden 1893 oder davor fertig gestellt. Die eingeschossigen Gebäude sind heute Ruinen oder nicht mehr vorhanden. Pferde wurden, da es noch keine motorisierten Gefährte gab, in hoher Anzahl benötigt.

### Wirtschaftsgebäude und der Wasserturm
Das Wirtschaftsgebäude der Fußartillerie (Lage Wirtschaftsgebäude (6)) wurde bis 1893 fertiggestellt. In den 1930er Jahren wurde das Gebäude zu einer Badeanstalt umgebaut. Das Gebäude befindet sich an der Straße Alte Garnison. Das Gebäude hat einen H-förmigen Grundriss, mit dem Umbau zur Badeanstalt wurde die kurzen nördlichen Seitenflügel verlängert. Die Seitenflügel haben ein Krüppelwalmdach, die Fassaden sind durch unterschiedliche Risalite gegliedert.
Das Wirtschaftsgebäude der Feldartillerieschule (Lage Wirtschaftsgebäude (10)) wurde von 1893 bis 1903 erbaut. Die Dreiflügelanlage diente zuerst als Mannschaftskantine und Unteroffizierskasino. In den 1930er Jahren wurde das Gebäude und einen vierten Flügel ergänzt. Die Flügel haben alle ein Walmdach. Die Fassade an der Nordseite ist durch Mittelrisalit mit Zwerchhaus gegliedert, an der Ost- und Westseite befinden sich Risalite. In den Risaliten befinden sich Treppen.
Der erste Wasserturm (Lage Wasserturm (13)) befindet sich nördlich der Bülowstraße am westlichen Ende der Kasernenstadt. Erbaut wurde der Turm zwischen 1893 und 1902. Der Wasserturm ist rund, das Sockelgeschoss ist glatt. Der Schaft ist durch Pilaster gegliedert, diese werden mit einer Blendarkatur abgeschlossen. Der Kopf des Wasserturm ist nicht überkragend, sondern durch Lisenen gegliedert. Das Dach ist flach und könnte als Aussichtsplattform genutzt werden.
Der zweite Wasserturm (Lage Wasserturm (31)) wurde wohl 1893 erbaut. Im Jahre 1999 wurde eine mit dem Jahr 1893 datierte Planzeichnung und eine Gründungsurkunde der Artillerieschule im Wasserturm gefunden. Der Grundriss ist quadratisch, das Dach ist ein Zeltdach.

### Offizierskasino
Das Offizierskasino (Lage Offizierskasino (15)) wurde bis 1893 fertiggestellt, bei einem Brand Ende der 1920er Jahre wurde der Bau zerstört. Er wurde in einem vereinfachten Stil wieder aufgebaut. Im Jahre 1939 wurde der Bau an der westlichen und östlichen Seite Anbauten hinzufügt. Östliches war es ein Offiziersheim, westlich ein Stabsgebäude. Ursprünglich war es ein- und zweigeschossiger Vierflügelbau. Wieder aufgebaut wurde es als zweigeschossiger Bau, das Dach ist ein Walmdach.

### Wohnhäuser
Die Wohnhäuser zwischen Tauentzienstraße und Brückenstraße wurde vermutlich für Direktor und den Lehrkörper der Schule errichtet. Zu diesen Wohnhäuser gehören zwei Häuser südlich der Brückenstraße. Es sind somit drei Gebäudegruppen. Es sind Ein- und Mehrfamilienhäuser. Ursprünglich befanden sich um die Häuser Gärten.
Die Wohnhäuser der Fußartillerieschule wurde bis 1893 errichtet, nur die Nr. 16 wurde später erbaut. Sie befinden sich westlich (Lage Westlich Wohnhäuser der Fußartillerieschule (21, 23, 24, 25, 26)) und östlich (Lage Östliche Wohnhäuser der Fußartillerieschule (16, 17, 18, 19, 20)) Fußartillerieschule des Offizierskasino. Die Wohnhäuser sind zweigeschossig und haben ein Walmdach. Gegliedert sind die Häuser durch Risalite, Giebel und Putzblenden. Zu den Gruppen der Wohnhäuser gehören noch eine Ehemalige Waschküche und ein Pumpenhaus.
Die Wohnhäuser der Feldartillerieschule (Lage Östliche Wohnhäuser der Feldartillerieschule (33, 34, 35, 36, 37)) und das dazugehörige Lagergebäude (Lage Lagerhaus (32)) wurde von 1893 und 1903 erbaut. Es sind zwei- und dreigeschossige Häuser. Zu dieser Gruppe gehören die Hauptwache, ein Verwaltungsgebäude, ein Pumpenhäuschen und der Wasserturm mit dem quadratischen Grundriss.